# Zalmplaat
Zalmplaat is een wijk in het Rotterdamse stadsdeel Hoogvliet ten zuiden van de Groene Kruisweg. Zalmplaat wordt begrensd door de metrobaan in het westen, de Oude Maas in het zuiden, polder de kijvelanden in het oosten en de Aveling in het noorden.

## Geschiedenis
Zalmplaat is door Rotterdam gebouwd in de jaren zestig en zeventig op het grondgebied van de toenmalige gemeente Poortugaal. Zalmplaat kreeg in oktober 1964 landelijke bekendheid toen met een landelijke televisieactie 23 miljoen gulden bijeen werd gebracht en in 6 dagen de gereformeerde Antwoordkerk werd gebouwd. De preekstoel kwam per helikopter aan. De Antwoordkerk werd in 1968 pas in gebruik genomen.
Op 25 oktober 1974 kreeg Zalmplaat een eigen metrostation en is sindsdien binnen een half uur vanuit het Rotterdamse centrum te bereiken. Sinds de gemeentelijke herindeling van 1985 behoort Zalmplaat tot de gemeente Rotterdam.
Sinds de ontwikkeling van Spijkenisse als groeikern en de bouw van de wijken Boomgaardshoek en Gadering is de samenstelling van bevolking van Zalmplaat gewijzigd. De wijk is meer vergrijsd en er is een instroom van allochtonen. Om de achteruitgang van de wijk te stoppen vindt momenteel renovatie en nieuwbouw plaats.

## Voorzieningen
- Winkelcentrum Zalmplaat met winkels voor de dagelijkse boodschappen
- Basisschool Zalmplaat
- Verzorgingshuis Huize Siloam
- Verzorgingshuis De Breede Vliet
- Serviceflat Westerstein
- Basisschool Plevier

## Afbeeldingen

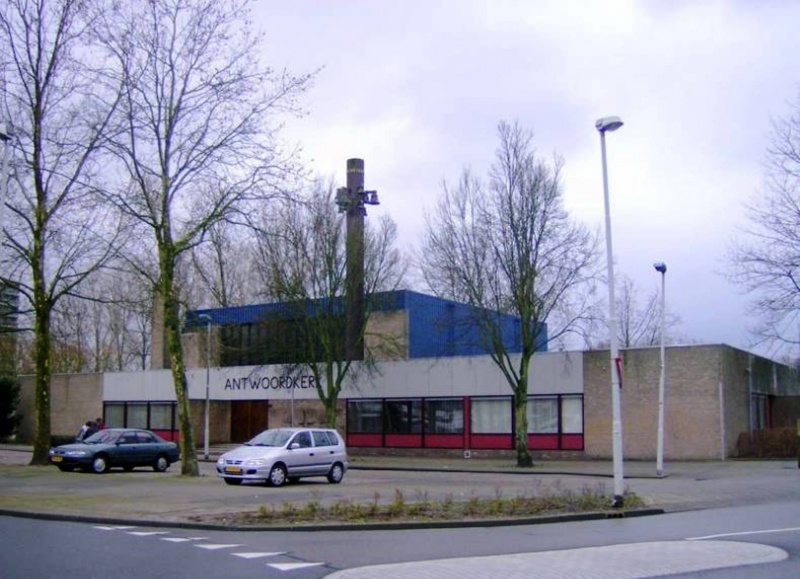
Protestantse Gemeente Antwoordkerk uit 1964.
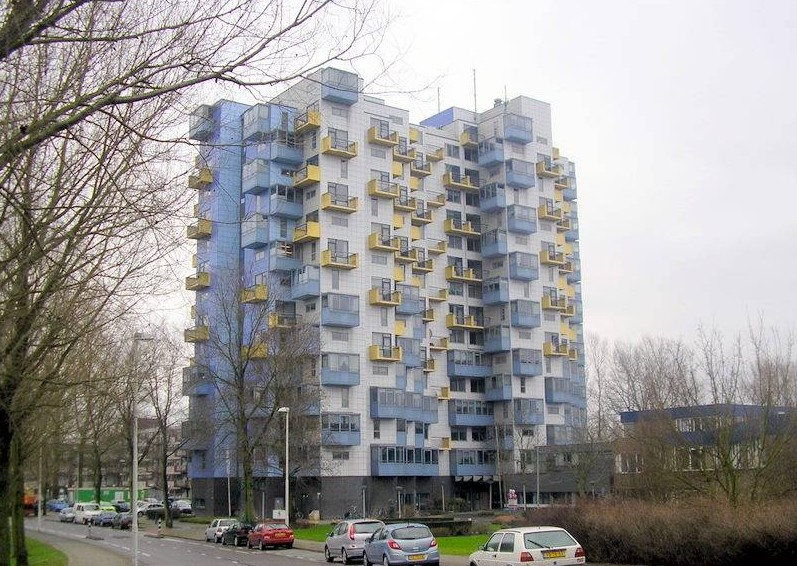
Huize Siloam
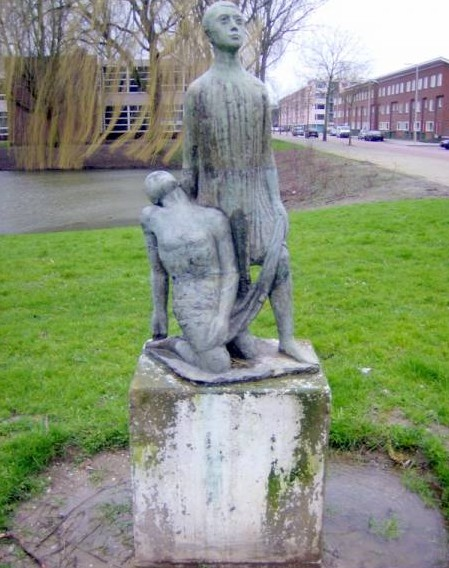
Monumentje aan de Bovensim.

Boomgaardshoek · 
Gadering · 
Meeuwenplaat · 
Middengebied · 
Nieuw Engeland · 
Oudeland · 
Tussenwater · 
Westpunt · 
Zalmplaat
Rotterdam Centrum ·
Rotterdam-Noord ·
Rotterdam-Oost ·
Rotterdam-West ·
Rotterdam-Zuid ·
110-Morgen ·
Afrikaanderwijk ·
Agniesebuurt ·
Bergpolder ·
Beverwaard ·
Blijdorp ·
Blijdorpse polder ·
Bloemhof ·
Boomgaardshoek ·
Bospolder-Tussendijken ·
CS-kwartier ·
Carnisserbuurt ·
Cool ·
Crooswijk ·
De Esch ·
De Veranda ·
Delfshaven ·
Delfshaven-Schiemond ·
Dijkzigt ·
Feijenoord ·
Gadering ·
Groenenhagen-Tuinenhoven ·
Groot-IJsselmonde ·
Heijplaat ·
Het Lage Land ·
Hillegersberg ·
Hillesluis ·
Homerusbuurt ·
Hordijkerveld ·
Kandelaar ·
Karl Marxbuurt ·
Katendrecht ·
Kiefhoek ·
Kleinpolder ·
Kleiwegkwartier ·
Kop van Zuid ·
Kralingen ·
Kralingse Veer ·
Kreekhuizen ·
Landzicht ·
Liskwartier ·
Lloydkwartier ·
Lombardijen ·
Meeuwenplaat ·
Middelland ·
Middengebied ·
Millinxbuurt ·
Molenlaankwartier ·
Molièrebuurt ·
Nesselande ·
Nieuw Engeland ·
Nieuw-Mathenesse ·
Nieuwe Westen ·
Nooddorp ·
Noordereiland ·
Ommoord ·
Oosterflank ·
Oud-Charlois ·
Oud-IJsselmonde ·
Oud-Mathenesse ·
Oude Noorden ·
Oude Westen ·
Oudeland ·
Overschie ·
Pendrecht ·
Prinsenland ·
Provenierswijk ·
Reyeroord ·
Rubroek ·
Sagenbuurt ·
Scheepvaartkwartier ·
Schiebroek ·
Schiemond ·
's-Gravenland ·
Smeetsland ·
Spaanse Polder ·
Spangen ·
Sportdorp ·
Stadsdriehoek ·
Struisenburg ·
Tarwewijk ·
Terbregge ·
Tussenwater ·
Varenbuurt ·
Vondelingenplaat ·
Vreewijk ·
Waalhaven ·
Westpunt ·
Wielewaal ·
Witte Dorp ·
Zalmplaat ·
Zenobuurt ·
Zestienhoven ·
Zevenkamp ·
Zomerland ·
Zuidwijk